# Desde Palma con amor
Desde Palma con amor fue un programa de televisión emitido por la cadena española Telecinco en los veranos de 1991 y 1992.

## Formato
Programa veraniego de variedades en el que se combinaban actuaciones musicales con humor, concursos y desfiles de modelos, sobre un escenario de 60 metros cuadrados al aire libre en el muelle de Poniente de la bahía de la ciudad de Palma de Mallorca. Además, se emitía el espacio Vivas los novios, con Arancha del Sol.
En 1992 el programa se llamó Desde Palma, queridos padres, y fue un híbrido entre Desde Palma con amor y Queridos padres, que Concha Velasco presentaba entonces en Telecinco. Contaba con un equipo técnico de 125 personas y un presupuesto de 300 millones de pesetas.

## Equipo
| Año  | Presentadora   | Presentador    | Humorista    |
| ---- | -------------- | -------------- | ------------ |
| 1991 | Norma Duval    | Andoni Ferreño | Pepe Viyuela |
| 1992 | Concha Velasco | Jesús Vázquez  | Arévalo      |